# Mortes em junho de 2010
Mortes em 2010: ← Janeiro – Fevereiro – Março – Abril – Maio – Junho – Julho – Agosto – Setembro – Outubro – Novembro – Dezembro →
A lista a seguir relaciona pessoas notáveis que morreram em junho de 2010:

Orlando Fedeli, historiador e professor brasileiro.

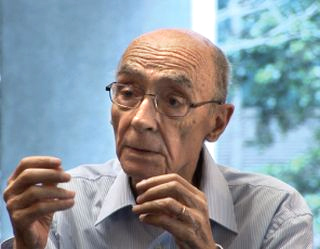
José Saramago, escritor e jornalista português.

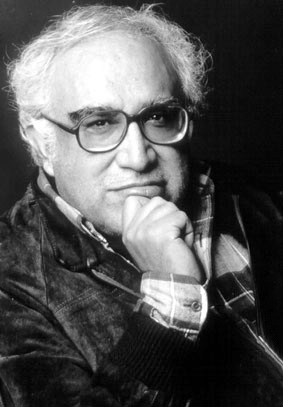
Carlos Monsiváis, escritor mexicano.

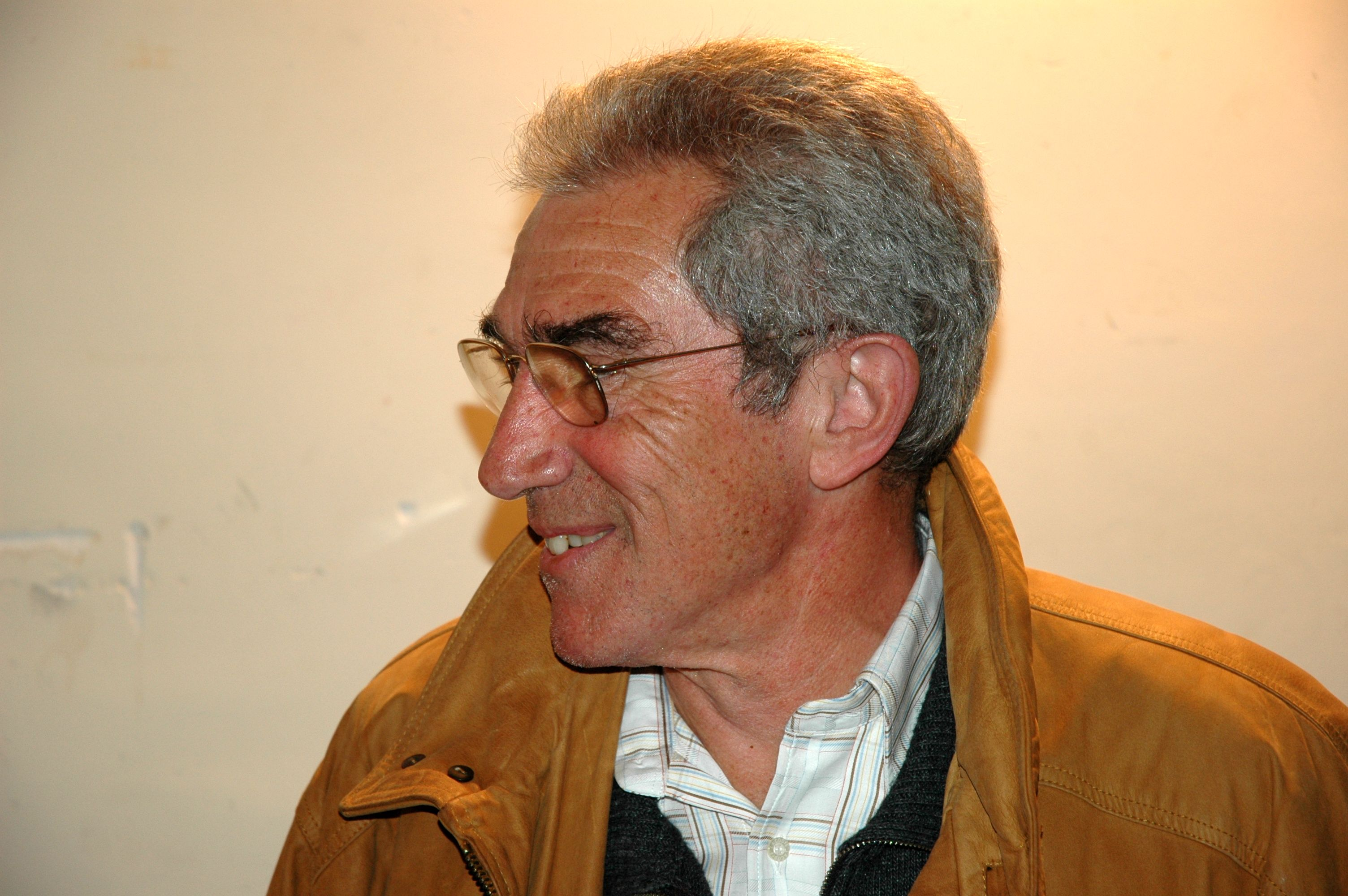
Xavier Elies, cantor espanhol.

| Dia | Nome                   | Profissão ou motivo de reconhecimento | Nacionalidade   | Ano de nasc. | Ref    |
| --- | ---------------------- | ------------------------------------- | --------------- | ------------ | ------ |
| 1   | Frank Pike             | Futebolista e treinador               | Canadá          | 1930         | [ 1 ]  |
| 1   | John Hagart            | Futebolista e treinador               | Escócia         | 1937         | [ 2 ]  |
| 1   | Roger Manderscheid     | Escritor                              | Luxemburgo      | 1933         | [ 3 ]  |
| 2   | Rosa Coutinho          | Militar                               | Portugal        | 1926         | [ 4 ]  |
| 2   | Giuseppe Taddei        | Cantor                                | Itália          | 1916         | [ 5 ]  |
| 2   | Ri Je-gang             | Político                              | Coreia do Norte | 1930         | [ 6 ]  |
| 3   | João Aguiar            | Jornalista e escritor                 | Portugal        | 1943         | [ 7 ]  |
| 3   | João Resina            | Religioso, filósofo e físico          | Portugal        | 1930         | [ 8 ]  |
| 3   | Rue McClanahan         | Atriz                                 | Estados Unidos  | 1934         | [ 9 ]  |
| 4   | Hennadiy Popovych      | Futebolista                           | Ucrânia         | 1973         | [ 10 ] |
| 4   | Martins Pinheiro       | Religioso                             | Portugal        | 1925         | [ 11 ] |
| 5   | Robert Wussler         | Jornalista                            | Estados Unidos  | 1936         | [ 12 ] |
| 6   | Mabi de Almeida        | Treinador de futebol                  | Angola          | 1962         | [ 13 ] |
| 6   | Marvin Isley           | Músico                                | Estados Unidos  | 1953         | [ 14 ] |
| 6   | Stuart Cable           | Músico                                | País de Gales   | 1970         | [ 15 ] |
| 7   | Adriana Xenides        | Apresentadora                         | Argentina       | 1955         | [ 16 ] |
| 7   | José Albi              | Poeta                                 | Espanha         | 1922         | [ 17 ] |
| 7   | Viana Junior           | Humorista                             | Brasil          | 1941         | [ 18 ] |
| 8   | Crispian St. Peters    | Cantor e compositor                   | Inglaterra      | 1939         | [ 19 ] |
| 9   | Epaminondas de Araújo  | Religioso                             | Brasil          | 1921         | [ 20 ] |
| 9   | Marina Semyonova       | Bailarina                             | Rússia          | 1909         | [ 21 ] |
| 9   | Melbert Ford           | Criminoso                             | Estados Unidos  | 1960         | [ 22 ] |
| 9   | Oleksandr Zinchenko    | Político                              | Ucrânia         | 1957         | [ 23 ] |
| 9   | Orlando Fedeli         | Historiador e professor               | Brasil          | 1933         | [ 24 ] |
| 10  | Ginette Garcin         | Atriz                                 | França          | 1928         | [ 25 ] |
| 10  | Paul Dobbs             | Motociclista                          | Nova Zelândia   | 1971         | [ 26 ] |
| 11  | Fred Plum              | Neurologista                          | Estados Unidos  | 1924         | [ 27 ] |
| 12  | Al Williamson          | Cartunista                            | Estados Unidos  | 1931         | [ 28 ] |
| 12  | Daisy D'ora            | Atriz                                 | Alemanha        | 1913         | [ 29 ] |
| 12  | Fuat Mansurov          | Maestro                               | Rússia          | 1928         | [ 30 ] |
| 12  | Jerzy Stefan Stawiński | Cineasta                              | Polónia         | 1921         | [ 31 ] |
| 12  | Les Richter            | Jogador de futebol americano          | Estados Unidos  | 1930         | [ 32 ] |
| 12  | Richard Keynes         | Fisiologista                          | Inglaterra      | 1919         | [ 33 ] |
| 13  | Jimmy Dean             | Cantor, ator e empresário             | Estados Unidos  | 1929         | [ 34 ] |
| 14  | Jaroslav Škarvada      | Religioso                             | Chéquia         | 1925         | [ 35 ] |
| 15  | Bekim Fehmiu           | Ator                                  | Albânia         | 1936         | [ 36 ] |
| 15  | Charles Hickcox        | Nadador                               | Estados Unidos  | 1947         | [ 37 ] |
| 15  | Heidi Kabel            | Atriz                                 | Alemanha        | 1914         | [ 38 ] |
| 15  | Tadashi Kawashima      | Mangaka                               | Japão           | 1967         | [ 39 ] |
| 16  | Antonio de la Hoz      | Treinador de futebol                  | Colômbia        | 1920         | [ 40 ] |
| 16  | Bill Dixon             | Músico de jazz                        | Estados Unidos  | 1967         | [ 41 ] |
| 16  | Marc Bazin             | Ex-presidente de seu país             | Haiti           | 1932         | [ 42 ] |
| 16  | Ronald Neame           | Cineasta                              | Estados Unidos  | 1911         | [ 43 ] |
| 17  | Sebastian Horsley      | Escritor                              | Inglaterra      | 1962         | [ 44 ] |
| 18  | José Saramago          | Escritor e jornalista                 | Portugal        | 1922         | [ 45 ] |
| 18  | Tom Nicon              | Modelo                                | Itália          | 1988         | [ 46 ] |
| 19  | Carlos Monsiváis       | Escritor                              | México          | 1938         | [ 47 ] |
| 19  | Manute Bol             | Jogador de basquete                   | Sudão           | 1962         | [ 48 ] |
| 19  | Mohammed Ali Hammadi   | Criminoso                             | Líbano          | 1964         | [ 49 ] |
| 19  | Robin Matthews         | Economista e enxadrista               | Escócia         | 1927         | [ 50 ] |
| 19  | Ursula Thiess          | Atriz                                 | Alemanha        | 1924         | [ 51 ] |
| 20  | Roberto Rosato         | Futebolista                           | Itália          | 1943         | [ 52 ] |
| 21  | Henrique Pinotti       | Médico                                | Brasil          | 1929         | [ 53 ] |
| 21  | Hermann Schatzmayr     | Virologista                           | Brasil          | 1934         | [ 54 ] |
| 22  | Manfred Römbell        | Escritor                              | Alemanha        | 1941         | [ 55 ] |
| 22  | Marie-Luise Jahn       | Militante anti-nazista                | Alemanha        | 1918         | [ 56 ] |
| 23  | Frank Giering          | Ator                                  | Alemanha        | 1971         | [ 57 ] |
| 23  | Jörg Berger            | Futebolista e treinador               | Alemanha        | 1944         | [ 58 ] |
| 23  | Mohamed Mzali          | Ex-primeiro ministro de seu país      | Tunísia         | 1925         | [ 59 ] |
| 23  | Pavel Lyubimov         | Cineasta                              | Rússia          | 1938         | [ 60 ] |
| 23  | Pete Quaife            | Músico                                | Inglaterra      | 1943         | [ 61 ] |
| 24  | Kazimierz Paździor     | Pugilista                             | Polónia         | 1935         | [ 62 ] |
| 25  | Wu Guanzhong           | Pintor                                | China           | 1919         | [ 63 ] |
| 26  | Alberto Guzik          | Ator e diretor                        | Brasil          | 1944         | [ 64 ] |
| 26  | Algirdas Brazauskas    | Político                              | Lituânia        | 1932         | [ 65 ] |
| 26  | Jacaré                 | Apresentador                          | Brasil          | 1953         | [ 66 ] |
| 27  | Corey Allen            | Ator                                  | Estados Unidos  | 1934         | [ 67 ] |
| 27  | Dolph Briscoe          | Político                              | Estados Unidos  | 1923         | [ 68 ] |
| 27  | João Gonçalves Filho   | Atleta                                | Brasil          | 1934         | [ 69 ] |
| 28  | Louis Moyroud          | Inventor                              | França          | 1914         | [ 70 ] |
| 28  | Nicolas Hayek          | Empresário                            | Líbano          | 1928         | [ 71 ] |
| 28  | Rodolfo Torre Cantú    | Político                              | México          | 1964         | [ 72 ] |
| 28  | Willie Huber           | Jogador de hóquei                     | Canadá          | 1958         | [ 73 ] |
| 29  | Abílio Manoel          | Cantor e compositor                   | Portugal        | 1947         | [ 74 ] |
| 29  | Ivonne Gómez           | Modelo e apresentadora                | Colômbia        | 1982         | [ 75 ] |
| 30  | Park Yong-ha           | Ator e cantor                         | Coreia do Sul   | 1977         | [ 76 ] |
| 30  | Xavier Elies           | Cantor                                | Espanha         | 1941         | [ 77 ] |